# 第84回天皇賞
1981年10月25日に東京競馬場で開催された第84回天皇賞（秋）について記述する。
※馬齢は全て旧表記にて表記

## レース施行時の状況
1981年は中央競馬改革の真っ最中で、その一環として以前より計画されていた外国馬との国際競走・ジャパンカップがこの年創設された。ジャパンカップの開催は東京競馬11月第4週目と決まり、この時期に行われた天皇賞・秋は日程が1ヶ月前倒しされて10月4週目に施行することになった。
この年の春の天皇賞・春（第83回）より勝抜き制度が廃止され、優勝馬の再挑戦が可能となった。
1981年の古馬の情勢は天皇賞・春がカツラノハイセイコとカツアールのマッチレースとなり、3着にメジロファントム。宝塚記念ではカツアールがカツラノハイセイコに雪辱し、メジロファントムが再び3着となった。春から秋へと季節が変わるとカツラノハイセイコが故障で戦線離脱し、現役を引退した。カツアールやメジロファントムらは順調に進み、好メンバーが集った第32回毎日王冠で対戦。そして春先は故障で戦線を離脱したホウヨウボーイとモンテプリンスも参戦した。ただ、前哨戦のオールカマーが牝馬のハセシノブ、毎日王冠も牝馬のジュウジアローと、実力馬が前哨戦で期待通りに走らなかったため、単勝オッズは1番人気カツアールが5倍、2番人気ホウヨウボーイが7倍、3番人気メジロファントムまで接近。また前年の天皇賞・秋において牝馬のプリテイキャストの大波乱となったこともあり、牝馬のラフオンテース、ジュウジアローも穴人気として支持を集めていた。

## 出走馬と枠順
天候：晴れ、芝：良馬場
| 枠番 | 馬番 | 競走馬名           | 性齢 | 騎手     | 人気     | 調教師     |
| ---- | ---- | ------------------ | ---- | -------- | -------- | ---------- |
| 1    | 1    | ハセシノブ         | 牝5  | 岡部幸雄 | （11人） | 畠山重則   |
| 1    | 2    | ホウヨウボーイ     | 牡7  | 加藤和宏 | （2人）  | 二本柳俊夫 |
| 2    | 3    | メジロファントム   | 牡7  | 横山富雄 | （3人）  | 大久保洋吉 |
| 2    | 4    | ブルーマックス     | 牡7  | 小島太   | （10人） | 境勝太郎   |
| 3    | 5    | ラフオンテース     | 牝5  | 岩元市三 | （7人）  | 布施正     |
| 3    | 6    | アンバーシャダイ   | 牡5  | 郷原洋行 | （4人）  | 二本柳俊夫 |
| 4    | 7    | ジュウジアロー     | 牝5  | 安田富男 | （8人）  | 加藤修甫   |
| 4    | 8    | メジロクラウン     | 牝5  | 中野栄治 | （13人） | 松山吉三郎 |
| 5    | 9    | フジノハイハット   | 牡7  | 蛯名信広 | （16人） | 久恒久夫   |
| 5    | 10   | モンテプリンス     | 牡5  | 吉永正人 | （5人）  | 松山吉三郎 |
| 6    | 11   | ピュアーシンボリ   | 牡6  | 柴田政人 | （9人）  | 野平祐二   |
| 6    | 12   | キタノリキオー     | 牡5  | 田村正光 | （12人） | 伊藤竹男   |
| 7    | 13   | ハーバーシャレード | 牡5  | 嶋田功   | （14人） | 佐々木亜良 |
| 7    | 14   | ゴールドスペンサー | 牡6  | 大西直宏 | （6人）  | 中尾銑治   |
| 8    | 15   | カツアール         | 牡5  | 樋口弘   | （1人）  | 柳田次男   |
| 8    | 16   | オーバーレインボー | 牡5  | 崎山博樹 | （15人） | 土門一美   |

### レース展開
下馬評ではキタノリキオーが先頭を切ると言われたが、スタートが切られると先頭に立ったのはモンテプリンスだった。その後方でホウヨウボーイがモンテプリンスを見る形。続くのがハセシノブ・ピュアーシンボリ・オーバーレインボーが続く。正面スタンドでも隊列が変わらず、5.6番手グループにカツアール・キタノリキオー・アンバーシャダイ。後方3番手でゴールドスペンサーが待機。1.2コーナーを回っても先頭集団の隊列が変わらず、中団グループにメジロファントムが上がってくる。此処まで先頭を走っていたモンテプリンスの鞍上・吉永が生み出した淀み無いスタミナ勝負の展開が動いたのは、3～4コーナー中間でハセシノブがモンテプリンスから先頭を奪ってからで、スタミナ切れを起こさなかったカツアール・アンバーシャダイ・メジロファントムが、ハセシノブ・モンテプリンス・ホウヨウボーイら先頭集団に接近。直線入ると、各馬横一線から抜け出してきたのはモンテプリンス。その内に飛び込んだホウヨウボーイが、馬体を併せモンテプリンスを猛追。残り200mで内ラチホウヨウボーイとモンテプリンスのマッチレースとなり、後続は離されていく。残り100m、ホウヨウボーイ鞍上加藤がムチの連打、モンテプリンス鞍上吉永は必死の追い出し、その決着はハナ差でホウヨウボーイに軍配が上がり、勝ち時計3分18秒9はレコードタイム。1968年第58回天皇賞にてニットエイトが叩き出した3分20秒3を1.4秒も更新と、秋では初めて3分20秒の壁を破る13年ぶりの快挙であった。

## レース結果
| 着順 | 枠番 | 馬番 | 競走馬名           | タイム（着差）  |
| ---- | ---- | ---- | ------------------ | --------------- |
| 1    | 1    | 2    | ホウヨウボーイ     | レコード 3.18.9 |
| 2    | 5    | 10   | モンテプリンス     | ハナ            |
| 3    | 7    | 14   | ゴールドスペンサー | 5馬身           |
| 4    | 3    | 6    | アンバーシャダイ   | 1馬身           |
| 5    | 8    | 15   | カツアール         | アタマ          |
| 6    | 3    | 5    | ラフオンテース     | クビ            |
| 7    | 2    | 3    | メジロファントム   | クビ            |
| 8    | 2    | 4    | ブルーマックス     | 1 1/4馬身       |
| 9    | 6    | 11   | ピュアーシンボリ   | アタマ          |
| 10   | 4    | 8    | メジロクラウン     | 1/2馬身         |
| 11   | 8    | 16   | オーバーレインボー | 3馬身           |
| 12   | 4    | 7    | ジュウジアロー     | 1 1/2馬身       |
| 13   | 6    | 12   | キタノリキオー     | 2 1/2馬身       |
| 14   | 1    | 1    | ハセシノブ         | 1 3/4馬身       |
| 15   | 5    | 9    | フジノハイハット   | 5馬身           |
| 16   | 7    | 13   | ハーバーシャレード | 2 1/2馬身       |

### 払戻金
| 単勝式   | 2   | 770円  |
| 複勝式   | 2   | 330円  |
| 複勝式   | 10  | 320円  |
| 複勝式   | 14  | 400円  |
| 連勝複式 | 1-5 | 2680円 |

## レース後
ホウヨウボーイとモンテプリンスとの一騎討ちはファンを酔わせ、その後2頭は揃ってジャパンカップ出走を表明。ジャパンカップを前にしてファンの期待が高まったレースだった。なおゴールドスペンサー、ラフオンテース、メジロファントム、ジュウジアローもジャパンカップ出走を表明した。
また、ホウヨウボーイが1981年年度代表馬に選出されたのは、同レースの印象が決め手になったと言われている。